# Пеликан (подводная лодка)
«Пеликан» — недостроенная подводная лодка российского императорского флота типа «Барс». Строилась в 1915—1919 годах, входила в состав флота Украинской державы под именем «Карась».

## История строительства
Зачислена в списки кораблей Черноморского флота 2 июля 1915 года. В октябре 1915 года заложена на стапеле Общества николаевских заводов и верфей «Наваль» в Николаеве. Стала одной из четырёх лодок, построенных там. В отличие от большинства однотипных кораблей, «Пеликан» получил дизельные двигатели штатной мощности (2 по 1320 л. с.), что должно было обеспечить высокую скорость надводного хода — 13 узлов, вместо 9,5 узлов у большинства однотипных лодок с двигателями 2x250 л. с. Причём, в отличие от всех остальных лодок, двигатели «Пеликана» были изготовлены по чертежам завода «Л. Нобель» не в Петрограде, а на Харьковском паровозостроительном заводе. Сразу при строительстве лодка получила артиллерийское вооружение — одно орудие калибра 57 мм и пулемёт. Как и все лодки типа «Барс» на Черноморском флоте, имела четыре наружных торпедных аппарата вместо восьми — они размещались на палубе попарно спереди и сзади рубки в неглубоких нишах.
Лодка была спущена на воду 4 марта 1917 года, принять участие в Первой мировой войне не успела. В мае 1918 года всё ещё находилась в достройке на заводе в Николаеве, где была захвачена немецкими оккупационными войсками, немцы не проявили к ней интереса, и в состав их флота она даже формально не входила. В конце мая было признано право Украинской державы на лодку. Работы по достройке не проводились, в составе флота Украинской державы лодка носила имя «Карась». 14 марта 1919 года лодка была захвачена войсками Красной армии, 17 августа 1919 года захвачена войсками Белой армии, формально включена в состав Морских сил Юга России.
В январе 1920 года при эвакуации из Николаева лодка была уведена на буксире в Одессу. 8 февраля 1920 года войска Красной армии захватили Одессу, при этом на рейде ещё в течение трёх дней оставались корабли Английской эскадры. 11 февраля британские корабли открыли по одесскому порту артиллерийский огонь, под прикрытием которого миноносцы зашли в гавань, захватили недостроенные подводные лодки «Лебедь» и «Пеликан», после чего затопили их на южном подходе к порту с заявленной целью его блокирования.

## Подъём

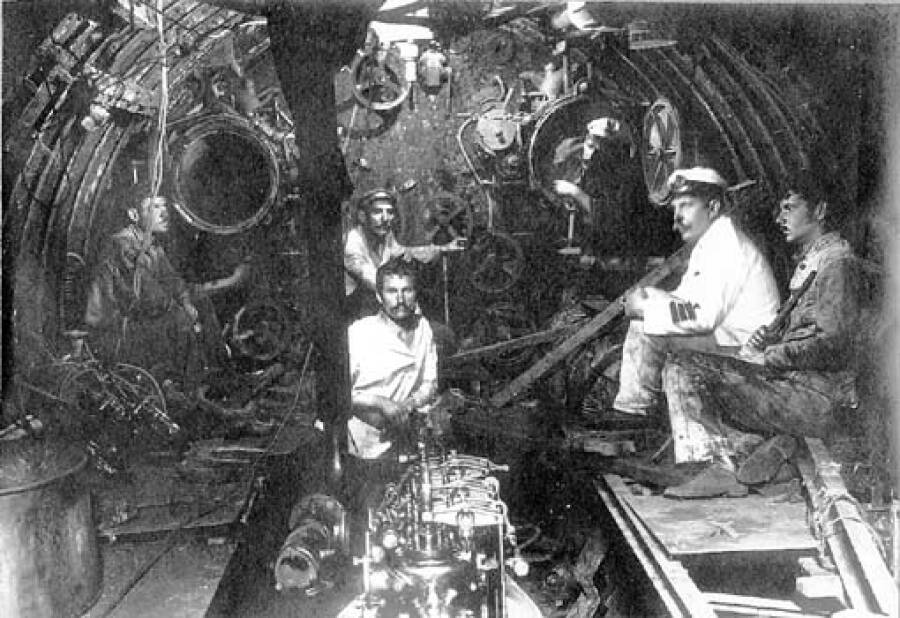
Специалисты ЭПРОН внутри поднятой подводной лодки «Пеликан», второй справа — организатор подъёма, Феоктист Андреевич Шпакович, 1924 год

В 1922—1923 годах подводную лодку «Пеликан», затопленную на глубине 16 метров и представлявшую опасность для судоходства, безуспешно пытались поднять при помощи сжатого воздуха — водолазам не удалось в достаточной степени загерметизировать все отверстия. Организовывавшее работы одесское отделение Госсудоподъёма, безрезультатно потратившее уже около 100 тысяч рублей, приняло решение выделить ещё 50 тысяч, чтобы взорвать лодку прямо на дне, а затем поднять обломки по частям. Однако, так как лодка строилась по сравнительно новому проекту, то она ещё могла представлять ценность для флота, а обследование специалистами ЭПРОНа показало, что возможен подъём лодки при помощи понтонов. Проект подъёма, представленный Ф. А. Шпаковичем, был утверждён лично Ф. Э. Дзержинским. 12 августа 1924 года после продувки закреплённых к лодке двух 400-тонных понтонов «Пеликан» всплыл, а 20 августа его поставили в сухой док с целью восстановления. Состояние лодки после 3,5 лет под водой было расценено как прекрасное, однако впоследствии ремонт и достройка лодки были признаны нецелесообразными, после чего её сдали для разделки на металл. Начальник ЭПРОНа Л. Н. Мейер позднее раскритиковал это решение: 
У всех эпроновцев нет ни малейшего сомнения, что в период первых лет развития нашей работы действовала вовсю какая-то вредительская рука, сознательно отводившая морское командование от самого легкого и дешевого способа восстановления боевого Красного Флота»Л. Н. Мейер
Подъём лодки стал первой работой, выполненной созданным годом ранее ЭПРОНом.